# Melitoma ipomoearum
Melitoma ipomoearum là một loài Hymenoptera trong họ Apidae. Loài này được Ducke mô tả khoa học năm 1913.